# 236
El año 236 (CCXXXVI) fue un año bisiesto comenzado en viernes del calendario juliano, en vigor en aquella fecha.
En el Imperio romano el año fue nombrado como el del consulado de Maximino el Tracio y Marco Pupieno Africano o, menos comúnmente, como el 989 Ab urbe condita, siendo su denominación como 236 posterior, de la Edad Media, al establecerse el Anno Domini.

## Acontecimientos
- Se considera el primer año del Bajo Imperio romano.
- El Senado romano nombra una comisión de 20 hombres para coordinar la oposición al emperador Maximino.
- 10 de enero: Fabián es elegido papa de la Iglesia católica.

## Fallecimientos
- 3 de enero: Antero, papa.